# Venta Quemada (Granada)
Venta Quemada es una localidad y pedanía española perteneciente al municipio de Cúllar, en la provincia de Granada, comunidad autónoma de Andalucía. Está situada en la parte nororiental de la comarca de Baza. A ocho kilómetros del límite con la provincia de Almería, cerca de esta localidad se encuentran los núcleos de Aguaderico Segundo, Aguaderico Tercero, Barrio Nuevo y Pulpite.

## Historia
En los años posteriores al final de la Reconquista se produjo en Venta Quemada —como en el resto del Reino de Granada— una fuerte inmigración de repobladores cristianos para ocupar los despoblados, que en el caso de esta localidad llegaron fundamentalmente de Aragón y Cataluña.
Durante las décadas de 1960 y 1970, la población descendió notablemente a causa del éxodo rural que se dio sobre todo hacia la provincia de Alicante, más concretamente en las localidades de Ibi y Alcoy.

## Demografía
Según el Instituto Nacional de Estadística de España, en el año 2023 Venta Quemada contaba con 113 habitantes censados, lo que representa el 2,85% de la población total del municipio.

### Evolución de la población
| Gráfica de evolución demográfica de Venta Quemada entre 2013 y 2023 |
|                                                                     |
| Datos según el nomenclátor publicado por el INE.                    |

## Comunicaciones

### Carreteras
La principal vía de comunicación que transcurre junto a esta localidad es:
| Identificador | Denominación  | Itinerario      |
| ------------- | ------------- | --------------- |
| A-92N         | Autovía A-92N | Guadix - Murcia |

Algunas distancias entre Venta Quemada y otras ciudades:
| Ciudades | Distancia (km) |
| -------- | -------------- |
| Cúllar   | 11             |
| Baza     | 32             |
| Granada  | 141            |
| Murcia   | 151            |
| Jaén     | 185            |
| Almería  | 196            |

## Servicios públicos

### Sanidad
Venta Quemada cuenta con un consultorio médico de atención primaria dependiente del Área de Gestión Sanitaria del Nordeste de Granada. El servicio de urgencias está en el centro de salud de Baza y el área hospitalaria de referencia es el Hospital de Baza.